# Ida Erne
Ida Erne, née le 20 janvier 1906 à Baar et morte en 1990, est une romancière suisse d'expression allemande. Elle est l'autrice de l'un des premiers romans lesbiens de la littérature suisse, Autrement que les autres, écrit dans les années 1960 et publié à titre posthume en 2022.

## Biographie
Née le 20 janvier 1906 à Baar, Ida Erne grandit en Argovie, entre Reinach et Nussbaumen, dans une famille de boulangers, avec cinq frères et sœurs,,. Ses parents tiennent un restaurant nommé Zum Sternen. Elle suit un apprentissage de serveuse au Kursaal de Baden, puis travaille dans le restaurant de sa mère.
Elle s'installe à Zurich en 1934,, où elle travaille dans l'hôtellerie, puis comme représentante de commerce dans le textile. Elle connait sa première relation lesbienne dans les années 1950. Elle exprime plus tard son lesbianisme à son médecin, qui lui recommande de consulter une psychiatre. Celle-ci tente d'abord de « traiter » son homosexualité, avant de l'aider à l'accepter. Lorsqu'Ida Erne lui rapporte vouloir ouvrir un bar, sa psychiatre lui conseille de plutôt se tourner vers l'écriture. C'est ainsi qu'elle rédige son unique roman, Autrement que les autres, dans les années 1960.
En 1990, à l'âge de 84 ans, Ida Erne contacte la chercheuse Madeleine Marti, alors doctorante, spécialiste des littératures et cultures lesbiennes, afin de lui demander de l'aide pour publier son roman. Elle ne parvient cependant pas à trouver de place dans une maison d'édition. Ida Erne décède une dizaine de mois plus tard,.
Ida Erne a résidé de 1964 jusqu'à la fin de sa vie dans le quartier Oerlikon de Zurich. L'association Sappho-Verein, qui organise des visites à thématique lesbienne de la ville, a inclus sa maison dans un de leurs itinéraires.

## Autrement que les autres
Le roman d'Ida Erne est publié à titre posthume en 2022 par la maison d'édition féministe suisse eFeF-Verlag, sous le titre Anders als die Anderen,. Dans la postface, la philosophe Patricia Putscher, professeure en études de genre, retrace la vie d'Ida Erne, et met en avant les éléments autobiographiques présents dans le roman,.
Le texte est traduit en français en 2024, sous le titre Autrement que les autres,. Dans la préface de l'édition française, la traductrice Nathalie Garbely situe le roman dans le contexte de la littérature romande du xxe siècle, et note les allusions lesbiennes discrètes chez d'autres autrices telles que Pierrette Micheloud, Clarisse Francillon, Anne-Lise Grobéty, Alice Rivaz et Yvette Z’Graggen,. Pour Nathalie Garbely, il s'agit du premier roman lesbien de la littérature suisse.
Le roman se déroule dans les années 1950. Il suit l'histoire d'Irene Hasler, serveuse zurichoise, qui tombe amoureuse de Kathy, une cheffe d'orchestre néerlandais vêtue d'un costume d’homme, lors de ses vacances à Lucerne,. Irene explore progressivement son lesbianisme, ainsi qu'une forme d'amour non exclusif, avec Kathy et Fritzi, compagne de Kathy depuis quinze ans.
Autrement que les autres aborde le lesbianisme à la fois au travers de la joie lesbienne, mais aussi sous le prisme de l'homophobie intériorisée par Irene. En effet, à l'époque de son écriture, dans les années 1960, très peu d'œuvres abordent l'homosexualité, et encore moins sous un prisme positif. Le roman évoque également la situation économique et sociale des lesbiennes, y compris dans la sphère professionnelle,.